# 버즈 (대한민국의 밴드)
버즈(Buzz)는 2000년 1월에 결성되어 인디에서 활동했던 록 밴드이다. 2002년 민경훈으로 보컬이 교체되고 2003년 Morning of Buzz를 발매하며 메이저 시장 데뷔를 이뤘고, 발라드 형식과 대중적 멜로디 라인을 앞세운 이들의 음악은 록이라는 신선한 테두리를 바탕으로 많은 사랑을 받았다.
멤버는 김예준(드럼), 윤우현(기타), 신준기(베이스), 손성희(기타),민경훈(보컬)으로 구성되어 있다. 멤버들의 군입대 문제로 2007년 잠정 해체를 한 이후 2010년 11월 기존 멤버 윤우현(기타)과 새로운 보컬 나율로 구성된 2인조로 버즈 2기가 구성되기도 했다. 2014년 기존 멤버들이 재결합하며 선공개 싱글 '8년만의 여름', 'Train'을 발표했으며 이후 정규 4집 앨범 Memorize로 컴백해 재결합을 알렸다.
버즈는 록 발라드 계열의 곡으로 많은 사랑을 받았으며 한 앨범에서 1위곡이 3개가 연달아 나오는 트리플 크라운을 차지하는 등 신드롬과 같은 인기를 누렸다. 최전성기였던 2005년과 2006년에는 히트곡들이 전국 노래방에서 순위권을 차지했으며 현재까지도 대중들에게 큰 사랑을 받고 있다.

## 결성과정 및 데뷔 전 활동

### 결성과정
시작은 1998년으로 거슬러 올라간다. 버즈의 기타리스트인 손성희는 중학교때부터 기타를 쳐왔고 밴드를 만들고 싶어 했다. 하지만 당시 한국 음악계는 1992년, 서태지와 아이들의 등장으로 1998년 당시까지 댄스음악이 장악하고 있었다. 그래서 주위엔 온통 춤을 추는 사람밖에 없었다. 심지어는 손성희가 다니던 반포고에 기타를 치는 사람이 손성희밖에 없었을 정도였다. 그러던 중 손성희는 근처 학교였던 상문고에 드럼을 엄청 잘친다는 소문이 떠돌았던, 후에 버즈의 드러머가 되는 김예준의 이야기를 듣고 김예준을 찾아가서 같이 음악을 하자고 제안했고 둘은 친해진다. 하지만 기타와 드럼만 가지고 밴드를 만들 순 없었기에 그렇게 1년을 보내다 둘은 우연히, 당시 소속가수라곤 없는 작은 무명 기획사였던 에이원엔터테인먼트 (현 에이원피플, 네끼엔터테인먼트. 당시 대표는 박봉성)에서 밴드를 시켜준다는 얘기를 듣고 찾아갔다. 에이원은 손성희와 김예준의 밴드의 나머지 멤버들을 채워줄테니 같이 일하길 제안했다. 결국 얼마 후 손성희와 김예준은 에이원엔터테인먼트에서 일하기로 했고, 두 사람보다 먼저 에이원과 계약한 윤우현과 만나게 된다. 그리고 얼마 뒤 오랫동안 언더그러운드에서 활동해온 신준기와 박정훈이라는 멤버를 영입하게 된다. 이렇게 2000년 팝/록 밴드인 버즈가 결성되었다. 즉 이들은 소속사에 의해서 탄생된 밴드가 아니라 밴드를 너무 하고 싶어 했던, 언더그라운드에서 오랫동안 활동했던 청년들이 모여 스스로 결성시킨 밴드이다.

### 민경훈 영입과 언더그라운드 활동
그 후 이대 앞 라이브 퀸과 그외 여러 클럽, 행사, 공연을 다니며 이름을 알리기 시작했고 롯데월드 락 페스티벌에서 2위를 했으며 심지어는 그들의 팬카페까지 생기게 됐다. 하지만 2001년 말 혹은 2002년 초에 보컬이었던 박정훈이 개인사정으로 팀을 나가고 버즈는 새 보컬을 필요로 하게 됐다. 결국 당시 버즈 관계자 중, SM엔터테인먼트와 친분이 있었던 사람이 있었고 그 관계자는 당시 SM엔터테인먼트 소속가수였던 신비의 한 멤버에게 보컬을 알아봐달라고 부탁을 한다. 당시 그 멤버는 대원여고를 다녔고 그 멤버는 옆학교였던 대원고에서 노래 좀 하기로 소문이 나있었던, 하지만 연예계엔 전혀 관심없고 오직 게임만 좋아하던 소년이었던 민경훈을 에이원 엔터테인먼트에 소개시켜줬다. 그렇게 2002년 6월, 연예계엔 관심없는 게임소년이었던 민경훈은 버즈의 멤버가 되었고 버즈는 당시 민경훈의 부족한 무대경험을 채우기위해 2002년 8월부터 엄청난 양의 공연을 하기 시작했다. 당시 결성된지 2년 밖에 안된 밴드였음에도 불구하고 300여회를 공연했을 정도였다. 이렇게 엄청난 양의 공연으로 버즈는 윤도현밴드 콘서트 오프닝 게스트에 참여하는 쾌거를 이루기도 했다. 이렇게 인지도는 급상승했고 공식 팬카페 <이 시대 최고의 밴드 BUZZ>는 회원수가 2003년 5월에 1700명을 돌파하기에 이른다. 그리고 얼마 후 버즈는 1집 《Morning Of Buzz》로 데뷔하게 된다.

## 데뷔 후 활동

### 1집 《Morning Of Buzz》 및 후속활동
- 버즈는 2003년 10월 11일 정규 1집 《Morning Of Buzz》의 <어쩌면>으로 MBC 《음악캠프》를 통해 데뷔하는데, '무서운 신인밴드'라는 소리를 들으며 등장하였다. 당시엔 밴드음악의 암흑기였고 버즈는 대중적인 음악을 지향하는 밴드였기에 자작곡 체제로 가자는 원래 계획과는 달리 대중의 눈높이에 맞추기 위해 작곡가의 곡을 썼다.
- <어쩌면...>이 온라인차트 상위권에 진입하였고, 후속곡 <Monologue>도 상위권 진입에 성공하였다. 1집의 앨범 판매량이 많지는 않았지만 조금씩 실력을 인정받기 시작했다. 연말에는 SBS가요대전 록 음악상을 수상하면서 록음악의 대중화에 기여함을 인정받았다.
- 2004년에는 버즈의 첫 번째 디지털 싱글 《가난한 사랑》을 발표하였다.

### 2집 《Buzz Effect》 및 후속활동
- 2005년에는 정규 2집 Buzz Effect를 발매하여 최전성기를 맞이한다. 2집 《Buzz Effect》의 타이틀곡 <겁쟁이>는 발매 1주일만에 각종 온라인차트 1위를 하면서 차트를 휩쓸었고, 멜론, 맥스MP3, 쥬크온 등에서 2~5주 정도 1위를 차지하였다. 이후 후속곡 <가시> 또한 정상에 올라섰다. 특히 가시는 대한민국 국민 애창곡 5위로 노래방에서 약 1128만여 회 불렸다고 한다. 그들의 질주는 멈추지 않고 다른 후속곡 <나에게로 떠나는 여행>으로도 1위를 달성하였다.
- 타이틀곡 <겁쟁이>는 가요 프로그램에서 MBC 생방송 음악캠프 5주 연속 1위, SBS 인기가요 3주 뮤티즌 송 트리플 크라운, Mnet 엠카운트다운 3주 연속 1위 트리플 크라운, KMTV 쇼 뮤직탱크 5주 연속 1위 최강자, KBS 뮤직뱅크 상반기 결산 1위 총 17관왕을 달성하며 가요 프로그램 1위를 모두 휩쓸었다. Mnet의 엠카운트다운에서는 <겁쟁이>, <가시>, <나에게로 떠나는 여행> 총 3곡이 1위를 달성하면서 엠카운트다운 방송 최초로 한 앨범에서 3곡이 1위를 달성하는 트리플 크라운을 달성하였다.
- 이후 디지털 싱글 《사랑은 가슴이 시킨다》를 발표하였고, 단 한 차례의 방송활동도 없이 CF송 KTF 전용 음원사이트 도시락 차트에서 9주 연속 1위[2] 기록을 세웠다.
- 음악적으로는 큰 성공을 거둔 시기이지만, 버즈 멤버들은 많은 일정들을 소화해내야 하는 힘든 시기이기도 했다. 후에 민경훈과 손성희는 밝히길 2집 때가 버즈의 큰 위기였다고 했다. 민경훈은 "내 길이 아니구나"라고 생각까지 했고, 손성희는 전국투어 후 만들어진 2집을 보고 "남의 옷을 껴입는 기분이었다"고 말했다. 이를 보아 소속사의 무리하고 일방적인 활동 계획, 음반 기획 등으로 멤버들이 혹사당했음을 알 수 있다.[3]
- 특히 민경훈은 무리한 음악방송(특히 민경훈은 립싱크로 부르는 무대보다 라이브로 부르는 무대가 훨씬 많았다)과 콘서트 스케줄로 인해 성대에 무리가 갔고 2005년 당시에 불렀던 무대를 모아 보면 노래하는 목소리의 변화가 느껴진다.

### 3집 《Perfect》 및 후속활동
- 2007년 3집 《Perfect》를 발표하였다. 이후 높아지는 인기에 소속사인 에이원 엔터테인먼트는 버즈의 음악에 대중성을 더욱 더 입히기 시작하였고 3집부턴 록발라드라고조차 보기 힘든 완전 대중적인 발라드음악을 하게 했고, 대부분의 녹음을 세션맨을 쓰기 시작했다. 회사에 복종할 수 밖에 없었던 멤버들은 방송에서 노골적으로 불만을 드러내기도 했다. 이 때문에 사정을 알지 못하는 일부에선 언더그라운드 생활만 7년이 넘을 정도로 베테랑의 연주실력과 현재까지 노래방 애창곡 5위에 꼽힐 정도의 히트곡을 쓰는 작곡능력을 가진 버즈멤버들이 세션맨을 고용하고 자작곡을 거의 쓰지 않는다고 비난 혹은 비판을 하기도 했다.
- 한편 원래 타이틀곡은 <My Darling (End)>이었으나 앨범이 출시된 후 상당수의 팬들에게 <My Darling (End)>은 2집 타이틀곡 겁쟁이와 곡 구성이 비슷하다는 지적을 들었고, 후속곡으로 내정되었던 My Love (And)보다도 못하다는 혹평을 들었으며 7번 트랙인 <남자를 몰라>가 지지를 받았다. 그러자 기획사는 3집 출시 이후 얼마 되지 않아 갑작스레 타이틀곡을 <남자를 몰라>로 바꾸었다. <남자를 몰라>는 하위권에 있다가 버즈가 방송활동을 하면서 인기가 급상승하여 타이틀곡 교체 1~2주만에 정상에 올랐다. 2~4주간 정상에 올라 인기를 누리고, 후속곡 <My Love>로 활동하여 역시 상위권에 진입하는 좋은 결과를 얻었다.
- <남자를 몰라>는 버즈에 명성에 걸맞은 인기를 얻는 데 성공했으나, 3집 앨범 전반적으로는 이전만큼 큰 인기를 모으지 못했다. 수록곡들의 수준의 영향도 있지만, 2006년 3월 민경훈과의 열애설이 났던 남호정 사건이 한 몫 하기도 했다. 민경훈이 팬들에게 약속하기를 여자친구가 생기면 팬들에게 꼭 알려주겠다고 했는데 남호정과 연애하는 사실을 숨기다가 알려져버렸다. 뿐만아니라 민경훈이 남호정이 하는 쇼핑몰을 도와주는데 팬들은 그것이 민경훈의 쇼핑몰인 줄 알고 돈을 쓰다가 그것이 남호정의 쇼핑몰임을 알고는 배신감에 많은 팬들이 이탈했다.
- 이 시기에 소속사의 혹사와 갑자기 생긴 천식으로 인해 점점 보컬 민경훈이 지쳐가고 있었다. 무리하게 스케줄을 소화하던 민경훈은 3집 후반으로 갈수록 무대에서 떨어진 기량의 공연 모습을 보여주었다.
- 이후 디지털 싱글 《'떠나' 그리고 '울지마'》를 발표하였다. 이 앨범에는 <울지마>, <떠나> 두 곡이 수록 되어있다. <떠나>는 버즈의 기타리스트 손성희가 불렀다. 버즈 노래중에 처음으로 랩이 들어있는 노래이기도 하다. <울지마>라는 곡 또한 방송활동 없이 차트 상위권에 진입했지만 큰 인기를 누리지는 못하였다.
- 2006년 독일 월드컵 붉은악마 공식응원가 <Reds Go Together>를 부르면서 국민밴드로서의 인기를 자랑했다.
- <활주>와 <투지>는 일본 애니메이션 《나루토》의 한국어 오프닝곡으로 사용되기도 했다. <투지>는 2006 투니 초이스 어워드에서 최고의 주제가상을 수상했다.

### 잠정 해체
- 2007년 5월 17일 소속사와의 계약기간이 남아있던 민경훈을 제외한 멤버들의 군입대 등을 이유로 잠정 해체를 한다는 기사가 나왔다.[4] 그리고 2007년 6월, 버즈의 마지막 디지털 싱글 《사랑은 가슴이 시킨다 Part 2》를 발표하였다.
- <사랑은 가슴이 시킨다 Part 2>는 활동 한 번 없이 온라인차트 최대 3위까지 드는 인기를 누렸다.
- <꿈을 찾아서>라는 게임 <브리스톨 탐험대>의 OST를 공개했다.
- 2007년 12월부터 보컬 민경훈이 《Impressive》로 솔로 활동을 시작하였다.

### 해체 이유
- 당시에는 군입대 문제로 잠정 해체한다고 했지만, 군입대 문제뿐만 아니라 소속사와의 갈등이라는 크게 두 가지 이유가 있었다.
- 군입대 문제 : 멤버들은 각자 계약기간이 달랐고, 군입대 시기 또한 달랐다. 민경훈은 계약기간이 더 남아있어서 솔로활동을 한 후 군대를 가게 되었다. 윤우현은 2007년 5월 21일 ~ 2009년 4월 25일, 손성희는 2007년 7월 10일 ~ 2009년 6월 12일, 신준기는 2007년 12월 10일 ~ 2010년 1월 3일, 김예준은 2008년 2월 25일 ~ 2010년 4월 (추정), 민경훈은 2012년 3월 6일 ~ 2013년 12월 5일 군생활을 하였다.
- 소속사와의 갈등 : 소속사였던 에이원 엔터테인먼트에 대해 멤버들은 많은 불만을 가지고 있었다. 소속사는 버즈가 큰 인기를 누리기 시작하자 무리한 일정들을 잡았고, 멤버들은 각종 방송 녹화와 공연 무대, 콘서트를 수행했다. 민경훈은 3집 때 천식에 걸리고도 많은 일정을 소화해야 했다. 또한 소속사는 음악적으로도 인기가 있고 돈벌이가 될만한 장르와 컨셉의 노래로 활동하도록 했다. 4집 발매 기념 쇼케이스와 이후 방송 등에서 멤버 신준기와 윤우현, 민경훈은 해체이유로 군입대에 대한 압박과 수용해야만 했던 제도적인 환경을 이야기했다.[5][6]
- 민경훈의 경우 라디오스타[7]에서 "멤버들간의 갈등이 있긴 했지만 해체의 직접적인 원인은 아니었다"고 밝혔다. 그렇지만 본인이 가졌던 불만들이 없지는 않았음을 언급했다. 그 예로 다른 멤버들에 비해 자신은 주목을 받아 사생활에 제약이 많았는데 다른 멤버들은 편하게 지냈고, 활동은 자신이 가장 많이 했지만 돈은 똑같이 나누었다고 털어놓았다. 또 자신은 메인코디가 챙겨주고 다른 사람은 보조코디가 챙겨주는 것도 서로 마음이 불편했다고 말했다. 겉으로는 멤버들 간의 갈등처럼 보이기도 하지만, 근본적으로는 소속사의 지나친 욕심과 버즈 멤버들 (특히 민경훈)을 돈벌이 대상으로 삼았던 태도로 인해 생긴 갈등으로 보인다.

### 해체 후 각 멤버들의 활동
- 신준기는 다른 밴드의 베이스로 활동했고, 손성희는 전역 후 4th floor의 멤버로 활동했다.
- 윤우현은 전역 후 버즈 2기 (윤우현, 나율)를 만들어 2010년 《Fuzz·Buzz》라는 앨범을 발표하였다. 이 앨범에는 객원보컬로 민경훈이 부른 곡(이별수집가, 사랑이 멈춘 시간)들도 수록되어 있다. 음원순위는 높지 못하였고 활동한지 얼마 안된 시점에서 보컬인 나율[8]이 집먼지 알레르기에 걸려서 활동을 중단했다.
- 모 라디오 프로그램[9]에서 윤우현은 그때 버즈 2기를 만들지 않았다면 전혀 다른 사람들이 버즈로 활동할 수 있었던 상황이었기에 버즈 2기로 활동을 했다고 말했다. 그렇지만 이를 두고 민경훈은 버즈라는 자리가 언제든 채워질 수 있는 자리구나 싶어서 기분이 묘했다고 언급했다. 여기에 손성희는 "그게(버즈 2기가) 만약 대박이 났으면... (지금의 버즈는 없었을 것)"이라는 농담을 던져서 라디오 녹음실을 웃음바다로 만들기도 했다. 민경훈은 버즈 2기를 보며 씁쓸함을 느꼈을 수 있겠지만, 민경훈이 없는 버즈 2기를 완전한 버즈로 인정한 팬은 없었을 것이라고 보여진다.
- 2012년 버즈의 보컬이 나율에서 민대홍[10]으로 교체되어 디지털 싱글 《Buzz Return》을 냈고, 타이틀곡 <가슴이 운다>를 공개해 온라인차트 5위에 올랐다.

### 재결합과 4집 《Memorize》, 4집 이후
- 버즈가 해체할 때 멤버들은 서른 넘어서 다시 뭉치자는 이야기를 하기도 했으며, 멤버들간 서로의 행사에 종종 참여하는 등 재결합에 관해서는 가능성을 열어두는 태도를 보여왔다. 더욱이 민경훈은 솔로활동 시절 힘든 시간을 거치며 재결합에 더 긍정적인 태도를 갖게 된 것으로 보인다.
- 민경훈의 전역 후 원년멤버(김예준, 윤우현, 신준기, 손성희, 민경훈)들은 2014년 4월 새 소속사인 산타뮤직과 계약을 맺고, 8년만에 재결합하였다. 신준기는 컴백 쇼케이스에서 "기계처럼 일하는 게 싫어서 따로 활동을 했는데 나와 보니 버즈와 함께 할 때가 즐거웠다는 생각이 들었다. 다른 멤버들도 모두 같은 마음이어서 다시 뭉치게 됐다"고 재결합 계기를 밝혔다.[11]
- 한편 '버즈'라는 이름의 권한을 전 소속사에서 갖고 있었기 때문에 멤버들은 다른 밴드의 이름으로 활동해야할 위기에 처해 있었다. 하지만 버즈의 새 소속사인 산타뮤직은 전 소속사와 버즈 첫 번째 공연부터 마지막 공연까지 함께 만들며 오랜 기간 인연이 있던 회사였다. 자연스럽게 ‘버즈’ 이름에 대한 멤버들과 팬들의 요청을 전달했고 전 소속사에서 다행히 이 요청을 받아들여 '버즈'라는 이름으로 활동할 수 있게 됐다.[12]
- 2014년 8월 8일, 디지털 싱글 《8년만의 여름》을 발표하였다.
- 2014년 9월 22일, 디지털 싱글 《Train》을 발표하였다.
- 2014년 11월 26일, 정규 4집 《Memorize》를 발표하였다.
- 2015년 4월 29일, 디지털 싱글 《남자라면》을 발표하였다.
- 2015년 10월 20일, 디지털 싱글 《Forever Love》를 발표하였다.
- 2015년 11월 22일, 디지털 싱글 《사랑은 가슴이 시킨다 Part.3》를 발표하였다.
- 2016년 10월 30일, 디지털 싱글 《넌 살아있다》를 발표하였다.
- 2017년 7월 28일, 미니 앨범 《Be One》를 발표하였다.
- 2018년 12월 14일, 미니 앨범 《15》를 발표하였다.
- 2021년 3월 10일, 미니 앨범 《잃어버린 시간》을 발표하였다.
- 2021년 4월 13일, 디지털 싱글 《소년에게》를 발표하였다.

## 팬
- 버즈 멤버 모두 팬과 팬이 아닌 사람을 구분하는 것이 싫다는 이유로 팬클럽 창단에 반대하였으나 팬들이 스스로 자신들을 버즈樂人이라고 칭하기 시작하였고 지금까지 그 명칭은 버즈 팬들을 지칭하는 단어로 쓰이고 있다. 그러나 이는 어디까지나 비공식이며 명칭에 불과하다. 공식 팬클럽은 없다. 팬카페는 2001년 3월 11일 '이 시대 최고의 밴드'라는 이름으로 개설되었다.(http://cafe.daum.net/bandBUZZ/)
- 버즈樂人은 풍선을 쓰지 않고, 파란색 야광봉을 사용하였다(풍선색은 파랑). 민경훈 팬들 사이에서도 쓰이고 있다. 공식 팬카페 회원수는 40만명이 넘었고, 비공식으로 50만명이 넘었다. 특히 여자 팬과 남자 팬을 동시에 보유한 드문 케이스에 속해있는 밴드였다.
- 디시인사이드에서는 팬들이 버즈 갤러리 신설을 위해 모여 케세라세라 갤러리(종영한 MBC 드라마갤러리)를 임시 버즈 갤러리로 삼아 활동하였으며, 2015년 12월 14일에는 디시인사이드 버즈 갤러리가 개설 되었다.
- 2016년 8월 15일 버즈 팬페이지가 개설 되었다. (https://web.archive.org/web/20161112081107/http://www.buzz612.com/)

## 영향
- 록 음악을 대중화시키는데 큰 기여를 하였으며, 멤버들이 직접 연주하고 작사, 작곡하는 실력파 밴드로 큰 사랑을 받았다. 이후 씨엔블루와 FT아일랜드 등 많은 밴드에 영향을 미쳤다.

## 평가
- <2003년 혜성처럼 등장한 이 시대 최고의 밴드> 2003년 데뷔와 동시에 독보적인 창법으로 주목받은 원조 꽃미남 밴드이다. 김종국, SG워너비 등과 함께 2000년대 초중반 인기몰이를 한 밴드그룹이며, 2000년대 중반 버즈의 전성기를 경험한 세대들은 버즈에 대해 특별한 향수를 느끼는 경우가 많다.
- <한 앨범에서 세 곡이 연속으로 1위를 차지해 트리플 크라운 달성> 《겁쟁이》, 《가시》, 《나에게로 떠나는 여행》 3곡이 연달아 히트하면서 2005년 8월 18일 Mnet 엠카운트다운이 생긴 이래 최초로 한 앨범에서 3개의 수록곡이 1위를 달성하는 역대 8번째 트리플 크라운을 달성한 가수가 되었다.
- <음악 방송 그랜드 슬램과 함께 시작된 최고의 전성기> <겁쟁이》는 활동 첫 주에 순위제를 실시하는 모든 음악 방송에서 1위를 수상하면서 그랜드슬램을 달성하였다. 《겁쟁이》 활동기간 당시 음악 방송은 KBS 뮤직뱅크, MBC 생방송 음악캠프, SBS 인기가요, Mnet 엠카운트다운, KMTV 쇼! 뮤직탱크로 총 5개의 프로그램이 존재했으며 KBS 뮤직뱅크는 '상반기 및 연말 결산'만 존재하였다. KBS 뮤직뱅크에서 상반기 결산 1위, SBS 인기가요, Mnet 엠 카운트다운에서 3주 1위 트리플 크라운, 쇼! 뮤직탱크 5주 1위 최강자 등 순위제 제도로 인해 순위에서 제외되는 '명예졸업'을 달성하였다. 버즈의 지상파 3사 음악방송 1위는 총 10회, 케이블 및 종합편성채널 포함 총 17회 수상으로 통산 27회 수상했으며, 《겁쟁이》가 총 17관왕을 수상하면서 2000년대 단일곡 기준 음악 방송 1위 횟수 2위를 차지하였다.
- <방송 활동 없이 음원 사이트에서 11주 연속 1위> KTF의 음원 서비스 '도시락(現 지니뮤직)'과 광고모델 계약을 맺은 버즈는 도시락의 TV 광고 음악으로 2005년 11월 11일 디지털 싱글 <사랑은 가슴이 시킨다>를 발매하였다. 이 곡은 도시락에서 방송 활동 없이 11주 연속 1위를 달성하였다. <사랑은 가슴이 시킨다>는 하루 온라인과 모바일 매출 집계가 평균 1억원에 달했으며 2위곡과는 다운로드 수가 두 배가량 차이가 났다.[20] 이에, 당시 음반 시장에서 음원 시장으로 전환되는 과도기에 디지털 싱글의 가능성과 더불어 노래가 좋으면 활동하지 않고도 히트할 수 있다는 또 하나의 성공 사례를 제시하였다.
- <2000년대 중반 청소년들의 워너비 스타> 당대 최고의 애니메이션 나루토의 OST 《활주》가 큰 사랑을 받으면서 <투지》라는 후속곡이 만들어졌다. 현재까지도 코요태의 《우리의 꿈》, 유정석의 《질풍가도》와 함께 역대 최고의 애니메이션 OST로 손에 꼽히는 인기를 자랑한다. 2006 FIFA 월드컵 독일의 붉은 악마 공식응원가 《Reds Go Together》는 2002 FIFA 월드컵 한국·일본의 4강 신화 이후 높아져있던 국민적 관심과 더불어 큰 인기를 끌었으며, 오랜 시간이 지난 지금도 YB의 《오 필승 코리아》와 함께 대표적인 응원가로 사랑받고 있다. 또한, 코미디언 이수근이 개그콘서트의 고음불가에서 개그소재로 활용하면서 큰 웃음을 선사했다.
- <군입대 후에도 군통령으로 등극> 유독 남성 팬들의 충성심이 강하다. 2012년 8월 24일 위문열차 육군 학생군사학교 편에서 무대에 선 적이 있다. 버즈가 활동하던 시기에 학창시절을 보낸 10대들이 군입대를 한 뒤에 민경훈이 위문공연을 오자 뜨거운 반응을 보였다.
- <노래방 차트 올킬의 신화> 2005년 《겁쟁이》와 2006년 《남자를 몰라》를 연달아 히트시키면서 2년 연속 노래방 차트 연간 순위 1위를 차지하였다. 이 뿐만 아니라, 금영노래방와 TJ미디어에서 발표한 노래방 최고의 애창곡 TOP 10에 2곡을 올린 유일한 가수되었다. 2016년에는 KBS 방송문화연구소 설문조사 한국인이 사랑하는 노래방 애창곡에서 《겁쟁이》가 15위, 《가시》가 35위를 차지하였다. 2018년에는 국방일보 설문조사 병영노래방 애창곡에서 《가시》가 8위를 차지하였다. 2019년에는 한국갤럽조사 한국인의 애창곡에서 겁쟁이가 20대 남자들의 애창곡 3위, 《가시》가 30대 남자들의 애창곡 1위를 차지하였다. 2021년에는 이십세기 힛-트쏭 91회 시청자 PICK 노래방에서 꼭 부르고 싶은 애창곡 힛-트쏭에서 《가시》가 금영노래방와 TJ미디어에서 각각 누적순위 5위와 6위를 차지하였다. 버즈는 현재까지 금영노래방 주간차트에 총 23곡을 랭크시켰다.
- <해체 그리고 8년 만에 재결합> 사람들이 버즈를 떠올리며 흔히 착각하는 것이 있다. 전성기가 길고 굵었을 거란 착각이다. 버즈 이름으로 남아있는 명곡이 워낙 많기 때문이다. 버즈는 한 앨범에서 3곡이나 1위에 오른 곡을 배출했을 정도로 앨범 하나 당 임팩트가 컸다. 게다가 정규 앨범말고도 앨범과 앨범 사이에 디지털 싱글 형태로 내놓은 곡도 많았다. 하지만 버즈의 전성기는 굵었을지언정 길지는 않았다. 멤버들의 군 입대, 소속사와 멤버들 간의 마찰로 인해 결국 2007년 《사랑은 가슴이 시킨다 Part.2》라는 곡을 마지막으로 버즈는 잠정 해체하였다. 이후 민경훈은 솔로 활동에 나서지만 버즈 때만큼의 생동감 있는 활동을 보여주지 못한다. 다른 멤버들이 제대하고 민경훈이 아닌 다른 보컬을 내세워 버즈라는 이름으로 기존 멤버들이 활동하기도 했으나 사람들의 관심을 전혀 끌지 못했다. 그러다 2013년 말, 민경훈이 제대를 하고 이듬해 버즈는 원년 멤버가 모여 재결합 음원을 내게 된다.
- <그 시절, 우리는 모두 버즈였다>  당시 10~20대에겐 버즈의 인기가 폭발적이었지만 기성세대들에게는 다소 낯선 밴드였다. 그럼에도 히트곡의 연령대와 성비를 나타낸 지표를 보면 다양한 연령대에서 버즈의 노래를 즐겨들었음을 알 수 있다. 무엇보다 버즈의 노래가 꾸준히 회자되고 스테디셀러로 자리잡으면서 전세대를 아우르는 밴드로 자리매김하게 되었다. '그 시절, 우리는 모두 버즈였다'는 이런 배경에서 나온 말이다. JTBC 히든싱어4에 출연하면서 과거 히트곡이 재조명되었다. 방송 이후 멜론 실시간 검색어와 실시간 인기차트 줄세우기에 성공하면서 2015 버즈 전국 투어 콘서트는 엄청난 예매율을 자랑함과 동시에 앵콜 콘서트로까지 이어졌다. 또한, JTBC 아는형님의 CP 여운혁에 따르면 JTBC 히든싱어4 출연이 민경훈의 캐스팅 계기가 되었다고 한다. 2017년 7월 28일 버즈는 처음으로 미니앨범을 선보였다. 타이틀곡 《사랑하지 않은 것처럼》은 버즈 멤버들이 직접 작사, 작곡한 곡으로 공개하자마자 각종 음원사이트 1위에 오르며 오랜만에 버즈가 돌아왔다는 평을 받았다.

## 읽을거리

### 데뷔 초
- 인디 시절과 1집땐 J-ROCK 스타일의 록 음악을 했으며[13] 소재도 꿈, 우정, 동화, 환경 등 다양했다. 윤도현도 윤도현의 러브레터에서 버즈를 팝 밴드가 아닌 신인 록 밴드라 칭하였었다. 1집때까진 대중적인 성향이 많이 들어가 있는 인디음악이라는 느낌이 강한 편이었다.

- 인디 시절엔 자작곡을 많이 불렀지만 데뷔후엔 그런 모습이 줄었고 당시 버즈가 인디였을때부터 팬이었던 사람들은 발라드로 도배된 2집과 3집을 보고 '버즈의 색깔을 잃었다'며 버즈를 떠났다.

- 인디 시절엔 록음악을 했지만 메이저 데뷔 이후엔 팝에 가까운 음악을 많이 했다. 하지만 단 한번도 자신들을 록밴드라 칭한 적이 없었고 한 인터뷰에서 자신들은 팝밴드라고 말하기도 했다.

- 버즈는 실력으로 승부한다며 CF를 거절하고 얼굴 말고 실력으로 봐달라고 말하기도 했다. 이들은 상업성에 찌들었다는 얘기를 자주 들었는데 실제로 이들이 음악 외적으로 활동을 했던 건 2집때 잠시 동안 활발히 했던 예능활동과 CF 3편이 전부이고[14] 이름이 알려졌던것도 신인 때 출연했던 윤도현의 러브레터(2003.11.21)에서 불렀던 최선원의 <슬퍼지려 하기 전에>의 커버곡이 좋은 반응을 얻어서였다.

### 1집 《Morning Of Buzz》
- <어쩌면...>을 민경훈이 부를 때 처음 몇번은 원음으로 라이브를 했는데, 최고음이 매번 라이브를 하기엔 너무 높아서 반음 내리고 라이브를 한다. 이후로도 계속 반음 내리고 부른다.

- <Monologue>의 뮤직 비디오와 1집 음원의 목소리가 미묘하게 다른데, 이유는 음원의 목소리가 맘에 들지 않아서 민경훈이 재녹음을 제안해서 그렇다고 한다.

- 민경훈은 1집때, 어른스럽게 보이려고 (당시 20세였던 2003년) 일부러 목소리를 굵게 해서 녹음했으며 후엔 얇은 목소리로 다시 불러 재녹음했다.

- 버즈 1집에 담긴 〈To.Fan〉의 일부 (1절의 "아무 약속 없는~ 비틀대는 나에게로"와 2절의 "너를 지킬거란 ~ 꿈을 꾸잖아")를 드러머인 김예준이 불렀다.

### 2집 《Buzz Effect》
- 수록곡 <벌>은 육각수 <마지막 기도>를 리메이크한 곡이다.
- 수록곡 <1st>는 1집과 2집에 두 음반에 수록된 곡이다. 1집, 2집 모두 3번 트랙에 속해 있는데 2집에 다시 수록된 이유는 멤버들이 애착을 가진 곡이고 민경훈의 그동안 바뀐 창법을 보여주기 위해 다시 넣었다고 한다. 현재는 1집의 연주 방식으로 곡을 연주하며 노래방 반주기에 등록된 곡은 1집의 수록곡이다.
- 수록곡 <거짓말>은 후속곡으로 논의되었지만 윤우현의 자작곡인 <가시>에게 밀려 활동하지 않았다.
- 수록곡 <Funny Rock>은 GLAY의 <More Than Love>의 표절이라는 의혹이 제기되었다. 버즈의 언더그라운드 활동 시절 GLAY곡을 카피하여 활동했다는 점이 있지만 멜로디의 진행과 유사한 부분의 코드가 달라 의혹에 그쳤다.
- 수록곡 <일기>는 작사가의 실제 이야기를 모티브로 쓰여진 곡이다.

### 3집 《Perfect》
- 버즈 3집 Mnet 컴백무대에서 <약자의 눈물> 클라이막스 부분에서 41단 바이브레이션을 보여줘 기교적으로 놀라운 실력을 보여줬다. 이후 지나치게 힘든 스케줄과 공연으로 천식에 걸렸지만 3집 후속곡 <My Love> MR제거 영상이 유튜브에 공개되면서 녹슬지 않는 가창력을 대중에게 알렸다.
- 11번 트랙은 2006년 독일 월드컵 당시 KTF사에서 내세웠던 응원가인 <Reds go together>이다. 곡이 처음 발표됐을 때 대중의 반응은 냉담하여 좋은 반응을 얻는 데는 실패하는 듯했다.[15] 그런데 이후 많은 사랑을 받으며 네티즌이 가장 사랑하는 축구 응원가 1위로도 꼽히기도 했다.[16][17] 대중문화평론가 임진모는 이 곡이 버즈의 기본 인지도와 월드컵 분위기가 맞아떨어져 상당한 인기를 누렸다고 평했다. <Reds go together>를 쓴 고석영 작곡가는 월드컵 기간 동안 1억여 원의 저작권 수익을 얻었고, 한국 축구 대표팀이 16강에 진출했다면 그것의 10~20배는 가능했을 것이라고 언급하기도 했다.[18] 이 곡은 육군 훈련소에서 정훈교육 중 애국심을 고취시키는 동영상에 사용되기도 했고, 육군 모 사단에서는 월드컵 기간 동안 기상나팔을 이 곡으로 대체하였다고 한다.

### 4집 《Memorize》
- 4집의 수록곡 <Star>의 마지막 영어 파트를 김예준이 불렀다.

### 기타
- 버즈의 라이벌로는 유명한 3인조 발라드 그룹 SG워너비가 있다. 비슷한 시기에 각각 <어쩌면> 과 <Timeless>로 데뷔하였으며, 2005년엔 같은 시기에 각각 <겁쟁이> 와 <죄와 벌> 로 맞붙었다. 2006년에도 역시 비슷한 시기에 각각 <내 사람> & <사랑했어요>와 <My love> & <남자를 몰라>로 맞붙었다.
- 민경훈은 버즈 데뷔전에 많은 도움을 준 PD가 맡고있는 '연애편지'라는 프로그램에 보답 차원으로 출연한 적이 있다. 2회 출현했을 때, 시청률이 43.1%가 나오기까지 했다. (2005)
- 민경훈을 영입하기 이전에 여러 보컬 후보가 있었는데, 그 후보 중에는 훗날 배우로서 대성하게 되는 현빈도 있었다고 한다.[19]
- 히든싱어4에 출연했을 때 게스트였던 현미는 윤우현을 '멕시칸 아저씨'라고 불러 새로운 별명을 얻게 했다. (2015)

## 구성원
| 이름   | 소개 |
| ------ | --- |
| 김예준 | - 이름 : 김예준 (金藝浚) - 생년월일 : 1981년 8월 17일(43세) - 출생지 : 대한민국 서울특별시 - 학력 : 동아방송예술대학교 방송연예과 - 포지션 : 리더, 드럼 - 활동기간 : 2003년 10월 10일 ~ 현재 |
| 윤우현 | - 이름 : 윤우현 (尹宇鉉) - 생년월일 : 1981년 11월 2일(43세) - 출생지 : 대한민국 서울특별시 - 학력 : 백제예술대학교 - 포지션 : 메인기타 - 활동기간 : 2003년 10월 10일 ~ 현재                  |
| 신준기 | - 이름 : 신준기 (辛駿基) - 생년월일 : 1982년 3월 9일(43세) - 출생지 : 대한민국 서울특별시 - 학력 : 경기대학교 - 포지션 : 베이스 - 활동기간 : 2003년 10월 10일 ~ 현재                         |
| 손성희 | - 이름 : 손성희 (孫星熙) - 생년월일 : 1982년 8월 11일(42세) - 출생지 : 대한민국 서울특별시 - 학력 : 한국예술종합전문학교 - 포지션 : 리드기타 - 활동기간 : 2003년 10월 10일 ~ 현재            |
| 민경훈 | - 이름 : 민경훈 (閔庚勳) - 생년월일 : 1984년 10월 6일(40세) - 출생지 : 대한민국 서울특별시 - 학력 : 경희대학교 포스트모던학과 - 포지션 : 메인보컬 - 활동기간 : 2003년 10월 10일 ~ 현재       |

### 2기 구성원(2010)
- 윤우현 (기타)
- 나율 (보컬) - 2011년 탈퇴

### 3기 구성원(2012)
- 윤우현 (기타)
- 민대홍 (보컬) - 2014년 탈퇴

## 음반 목록

### 정규 앨범
- Morning of Buzz (2003)
  - (후속곡) Monologue
  - (타이틀곡) 어쩌면...
  - 1st
  - B612
  - The...
  - 사랑 뒤의 사랑
  - 약속
  - 어느 소녀의 희망
  - 잘 살아요
  - 가버려!
  - It's U
  - To. Fan
  - Morning Of Buzz

- Buzz Effect (2005)
  - (타이틀곡) 겁쟁이
  - 벌
  - 1st
  - 거짓말
  - (삼속곡) 나에게로 떠나는 여행
  - Funny Rock
  - 내가 아니죠...
  - (후속곡) 가시
  - 비망록 (스물의 노래)
  - Tomorrow
  - 일기
- Perfect (2006)
  - Intro
  - (前 타이틀곡) My Darling (End)
  - (후속곡) My Love (And)
  - 은인
  - 약자의 눈물
  - 행복하세요
  - (타이틀곡) 남자를 몰라
  - Go Away!
  - 일 년쯤이면...
  - 미완예찬 (未完禮讚)
  - Reds Go Together
  - 우리 이별 앞에 지지말아요 (세상에 한 사람)
- Memorize (2014)
  - Memorize
  - Train
  - (타이틀곡) 안녕
  - (타이틀곡) 나무
  - Good Day
  - 그대여
  - 그림자
  - 8년만의 여름
  - 너는 나의 꽃이야
  - 나무 (Original Ver.)
  - Star

### 미니 앨범
- Be One (2017)
- 15 (2018)
- 잃어버린 시간 (2021)

### 디지털 싱글
- 가난한 사랑 (2004)
- 사랑은 가슴이 시킨다 (2005)
- '떠나' 그리고 '울지마' (2006)
- 사랑은 가슴이 시킨다 Part 2 (2007)
- 8년만의 여름 (2014)
- Train (2014)
- 스파이 OST Code No.3 (2015)
- 남자라면 (2015)
- Forever Love (2015)
- 사랑은 가슴이 시킨다 Part 3 (2015)
- 넌 살아있다 (2016)
- 소년에게 (2021)

### 라이브 앨범
- Live & Acoustic (2006)

### 버즈 2, 3기 앨범
- Fuzz-Buzz (2010)
- Buzz Return (2012)

### 참여음반
- OST 나루토 2기 OST (2005) - 《활주》 나루토 3기 OST (2006) - 《투지》  브리스톨 탐험대 OST (2008) - 《꿈을 찾아서》  스파이 OST (2015) - 《Hero》

- 타 아티스트 앨범 참여  2004 Christmas Story (2004) - 《Jingle Bell Rock》  KTF & 붉은악마 월드컵 응원 앨범 (2006) - 《Reds, Go Together》 SG워너비 (2006) - 《Ordinary People》

- 불후의 명곡 - 전설을 노래하다 불후의 명곡 - 전설을 노래하다 (신년특집) (2015) - 《그대에게》 불후의 명곡 - 전설을 노래하다 (이장희 2편) (2015) - 《그건 너》 불후의 명곡 - 전설을 노래하다 (사랑과 이별의 찬가, 작곡가 故 길옥윤 편) (2015) - 《그대 없이는 못 살아》 불후의 명곡 - 전설을 노래하다 (김지애 & 문희옥편) (2015) - 《몰래한 사랑》 불후의 명곡 - 전설을 노래하다 (남성 보컬리스트 특집) (2015) - 《사랑한 후에 + 행진》

## 수상 경력

### 시상식
| 날짜          | 시상식                      | 수상 부문                 | 비고                     |
| ------------- | --------------------------- | ------------------------- | ------------------------ |
| 2004. 12. 29. | SBS 가요대전                | 록 부문 상                | 《어쩌면...》            |
| 2005. 11. 01. | 제12회 대한민국 연예예술상  | 록 발라드 부문 가수상     | 《겁쟁이》               |
| 2005. 11. 29. | 엠넷 아시안 뮤직 어워드     | 록 부문 최우수상          | 《겁쟁이》               |
| 2005. 12. 07. | 제20회 골든디스크상         | 본상                      | 《겁쟁이》               |
| 2005. 12. 29. | SBS 가요대전                | 본상                      | 《겁쟁이》               |
| 2005. 12. 30. | KBS 가요대상                | 올해의 가수상             | 《겁쟁이》               |
| 2005. 12. 31. | MBC 가요대제전              | 본상                      | 《겁쟁이》               |
| 2005. 12. 31. | 투니 초이스 어워드          | 최고의 주제가상           | 《활주》                 |
| 2006. 01. 05. | 2005 맥스 어워드            | Song Of The Download 부문 | 《겁쟁이》               |
| 2006. 11. 25. | 엠넷 아시안 뮤직 어워드     | 록 부문 최우수상          | 《남자를 몰라》          |
| 2006. 12. 13. | 투니 초이스 어워드          | 최고의 주제가상           | 《투지》                 |
| 2006. 12. 14. | 제21회 골든디스크상         | 본상                      | 《남자를 몰라》          |
| 2006. 12. 26. | 쥬크온 뮤직 어워드          | 최고의 디지털 싱글 부문   | 《사랑은 가슴이 시킨다》 |
| 2006. 12. 29. | SBS 가요대전                | 본상                      | 《남자를 몰라》          |
| 2020. 11. 06. | 2020 벅스뮤직 20주년 어워즈 | 가장 사랑받은 음악 20     | 《어쩌면...》            |
| 2020. 11. 06. | 2020 벅스뮤직 20주년 어워즈 | 가장 사랑받은 아티스트 20 | 《어쩌면...》            |

### 음악 방송 1위
- 누적

| 방송사 | 프로그램        | 1위 횟수 | 트리플 크라운 횟수 |
| ------ | --------------- | -------- | ------------------ |
| KBS    | 뮤직뱅크        | 1회      | -                  |
| MBC    | 생방송 음악캠프 | 5회      | 1회                |
| SBS    | SBS 인기가요    | 4회      | 1회                |
| Mnet   | 엠 카운트다운   | 6회      | 1회                |
| KMTV   | 쇼! 뮤직탱크    | 11회     | 2회                |
| 합계   | 합계            | 총 27회  | 총 5회             |

- 날짜별

| 날짜          | 곡명                           | 방송사                 | 프로그램        | 비고             |
| ------------- | ------------------------------ | ---------------------- | --------------- | ---------------- |
| 2005. 03. 27. | 《겁쟁이》 17관왕              |                        | SBS 인기가요    | 데뷔 이후 첫 1위 |
| 2005. 03. 31. | 《겁쟁이》 17관왕              |                        | 엠 카운트다운   |                  |
| 2005. 04. 02. | 《겁쟁이》 17관왕              |                        | 생방송 음악캠프 |                  |
| 2005. 04. 02. | 《겁쟁이》 17관왕              |                        | 쇼! 뮤직탱크    | 그랜드슬램       |
| 2005. 04. 07. | 《겁쟁이》 17관왕              |                        | 엠 카운트다운   | 2주 연속         |
| 2005. 04. 09. | 《겁쟁이》 17관왕              |                        | 생방송 음악캠프 | 2주 연속         |
| 2005. 04. 09. | 《겁쟁이》 17관왕              | 쇼! 뮤직탱크           |                 | 2주 연속         |
| 2005. 04. 14. | 《겁쟁이》 17관왕              |                        | 엠 카운트다운   | 트리플 크라운    |
| 2005. 04. 16. | 《겁쟁이》 17관왕              |                        | 생방송 음악캠프 | 트리플 크라운    |
| 2005. 04. 16. | 《겁쟁이》 17관왕              | 쇼! 뮤직탱크           |                 | 트리플 크라운    |
| 2005. 04. 17. | 《겁쟁이》 17관왕              |                        | SBS 인기가요    | 통산 2주         |
| 2005. 04. 23. | 《겁쟁이》 17관왕              |                        | 생방송 음악캠프 | 4주 연속         |
| 2005. 04. 23. | 《겁쟁이》 17관왕              | 쇼! 뮤직탱크           |                 | 4주 연속         |
| 2005. 04. 24. | 《겁쟁이》 17관왕              |                        | SBS 인기가요    | 트리플 크라운    |
| 2005. 04. 30. | 《겁쟁이》 17관왕              |                        | 생방송 음악캠프 | 5주 연속         |
| 2005. 04. 30. | 《겁쟁이》 17관왕              |                        | 쇼! 뮤직탱크    | 최강자           |
| 2005. 06. 26. | 《겁쟁이》 17관왕              |                        | 뮤직뱅크        | 상반기 결산 1위  |
| 2005. 07. 07. | 《가시》 1관왕                 |                        | 엠 카운트다운   |                  |
| 2005. 08. 18. | 《나에게로 떠나는 여행》 2관왕 | 정규 2집 트리플 크라운 | 엠 카운트다운   |                  |
| 2005. 09. 03. | 《나에게로 떠나는 여행》 2관왕 |                        | 쇼! 뮤직탱크    |                  |
| 2006. 06. 01. | 《남자를 몰라》 7관왕          |                        | 엠 카운트다운   |                  |
| 2006. 07. 01. | 《남자를 몰라》 7관왕          |                        | 쇼! 뮤직탱크    |                  |
| 2006. 07. 02. | 《남자를 몰라》 7관왕          |                        | SBS 인기가요    | 그랜드슬램       |
| 2006. 07. 08. | 《남자를 몰라》 7관왕          |                        | 쇼! 뮤직탱크    | 2주 연속         |
| 2006. 07. 15. | 《남자를 몰라》 7관왕          | 트리플 크라운          | 쇼! 뮤직탱크    |                  |
| 2006. 07. 22. | 《남자를 몰라》 7관왕          | 4주 연속               | 쇼! 뮤직탱크    |                  |
| 2006. 07. 29. | 《남자를 몰라》 7관왕          | 최강자                 | 쇼! 뮤직탱크    |                  |

## 콘서트
| 일정             | 콘서트명                                              | 장소                              |
| ---------------- | ----------------------------------------------------- | --------------------------------- |
| 2003년 11월 23일 | 데뷔 이후 첫 번째 콘서트(비공식, 무료공연)            | 서울 대학로 S.H클럽               |
| 2003년 12월 30일 | 데뷔 이후 공식 첫 번째 콘서트 Happy BUZZ day!         | 서울 세종대 대양홀                |
| 2004년 2월 15일  | 축제1020                                              | 서울 연세대 대강당                |
| 2004년 5월 30일  | Three Go 전국투어 시작                                | 서울 세종대 대양홀                |
| 2004년 6월 19일  | Three Go                                              | 부산 KBS홀                        |
| 2004년 6월 26일  | Three Go                                              | 수원 아주대 체육관                |
| 2004년 7월 3일   | Three Go                                              | 대구 경북대 강당                  |
| 2004년 7월 17일  | Three Go                                              | 대전 엑스포                       |
| 2004년 7월 25일  | Three Go                                              | 광주 문화예술회관 대극장          |
| 2004년 7월 31일  | Three Go                                              | 전주 한국소리문화의 전당 모악당   |
| 2004년 8월 7일   | Three Go                                              | 창원KBS홀                         |
| 2004년 8월 14일  | Three Go                                              | 춘천 강원대 백령문화관            |
| 2004년 8월 28일  | Happy BUZZ Festival                                   | 서울 서강대 메리홀                |
| 2004년 8월 29일  | Happy BUZZ Festival ZIGGY 조인트                      | 서울 서강대 메리홀                |
| 2005년 4월 2일   | 2005 BUZZ Promotion Tour BUZZ EFFECT 전국투어 시작    | 서울 올림픽홀                     |
| 2005년 4월 5일   | 2005 BUZZ Promotion Tour BUZZ EFFECT                  | 대전 충남대 국제문화회관 정심화홀 |
| 2005년 4월 5일   | 2005 BUZZ Promotion Tour BUZZ EFFECT                  | 대전 충남대 국제문화회관 정심화홀 |
| 2005년 4월 10일  | 2005 BUZZ Promotion Tour BUZZ EFFECT                  | 부천 카톨릭대 콘서트홀            |
| 2005년 4월 10일  | 2005 BUZZ Promotion Tour BUZZ EFFECT                  | 부천 카톨릭대 콘서트홀            |
| 2005년 5월 1일   | 2005 BUZZ Promotion Tour BUZZ EFFECT                  | 대구 경북대 대강당                |
| 2005년 5월 21일  | 2005 BUZZ Promotion Tour BUZZ EFFECT                  | 진주 경남 문화예술회관            |
| 2005년 5월 29일  | 2005 BUZZ Promotion Tour BUZZ EFFECT                  | 수원 야외음악당                   |
| 2005년 6월 12일  | 2005 BUZZ Promotion Tour BUZZ EFFECT                  | 창원 KBS홀                        |
| 2005년 6월 18일  | 2005 BUZZ Promotion Tour BUZZ EFFECT                  | 울산 KBS홀                        |
| 2005년 6월 26일  | 2005 BUZZ Promotion Tour BUZZ EFFECT                  | 부산 KBS홀                        |
| 2005년 7월 17일  | 2005 BUZZ Promotion Tour BUZZ EFFECT                  | 광주 동강대 체육관                |
| 2005년 7월 30일  | Are you BUZZ Rock'in?                                 | 서울 올림픽공원 올림픽홀          |
| 2005년 7월 31일  | Are you BUZZ Rock'in?                                 | 서울 올림픽공원 올림픽홀          |
| 2005년 10월 1일  | 五色讚樂 DYNAMIC콘서트                                | 서울 연세대 대강당                |
| 2005년 10월 2일  | 五色讚樂 SMILE콘서트                                  | 서울 연세대 대강당                |
| 2005년 10월 3일  | 五色讚樂 PASSION콘서트                                | 서울 연세대 대강당                |
| 2005년 10월 8일  | 五色讚樂 CHARISMA콘서트                               | 서울 연세대 대강당                |
| 2005년 10월 9일  | 五色讚樂 COOL콘서트                                   | 서울 연세대 대강당                |
| 2005년 10월 11일 | 데뷔 2주년 기념 콘서트 五色讚樂 Happy BUZZ day!       | 서울 연세대 대강당                |
| 2005년 12월 17일 | RUN!! BUZZ 전국투어 시작                              | 부산 KBS홀                        |
| 2005년 12월 18일 | RUN!! BUZZ                                            | 대구 전시컨벤션센터               |
| 2005년 12월 24일 | RUN!! BUZZ                                            | 수원 실내체육관                   |
| 2005년 12월 15일 | RUN!! BUZZ                                            | 제주 국제컨벤션센터 탐라홀        |
| 2006년 1월 7일   | RUN!! BUZZ                                            | 서울 올림픽공원 올림픽홀          |
| 2006년 1월 8일   | RUN!! BUZZ                                            | 서울 올림픽공원 올림픽홀          |
| 2006년 7월 22일  | Dream of Summer Night 전국투어 시작                   | 광주 염주체육관                   |
| 2006년 7월 29일  | Dream of Summer Night                                 | 부산 벡스코                       |
| 2006년 8월 12일  | Dream of Summer Night                                 | 서울 연세대 노천극장              |
| 2006년 8월 13일  | Dream of Summer Night                                 | 서울 연세대 노천극장              |
| 2006년 8월 19일  | Dream of Summer Night                                 | 대구 엑스코                       |
| 2006년 9월 2일   | Dream of Summer Night                                 | 전주 야외음악당                   |
| 2006년 9월 9일   | Dream of Summer Night                                 | 울산 KBS홀                        |
| 2006년 9월 16일  | Dream of Summer Night                                 | 대전 충남대 국제문화회관 정심화홀 |
| 2006년 9월 17일  | Dream of Summer Night                                 | 대전 충남대 국제문화회관 정심화홀 |
| 2006년 9월 23일  | Dream of Summer Night                                 | 수원 야외음악당                   |
| 2006년 9월 30일  | Dream of Summer Night                                 | 창원 KBS홀                        |
| 2006년 10월 13일 | Buzz virus@seoul                                      | 서울 올림픽공원 올림픽홀          |
| 2006년 10월 14일 | Buzz virus@seoul                                      | 서울 올림픽공원 올림픽홀          |
| 2006년 12월 15일 | BUZZ 2006'Adieu Live concert High* Five 전국투어 시작 | 울산 동천체육관                   |
| 2006년 12월 22일 | BUZZ 2006'Adieu Live concert High* Five               | 부산 에어돔                       |
| 2006년 12월 24일 | BUZZ 2006'Adieu Live concert High* Five               | 서울 올림픽홀                     |
| 2006년 12월 25일 | BUZZ 2006'Adieu Live concert High* Five               | 서울 올림픽홀                     |
| 2006년 12월 30일 | BUZZ 2006'Adieu Live concert High* Five               | 대구 엑스코                       |
| 2006년 12월 31일 | BUZZ 2006'Adieu Live concert High* Five               | 인천 실내체육관                   |
| 2014년 12월 24일 | Return to HAPPY BUZZ DAY                              | 서울 악스코리아                   |
| 2014년 12월 25일 | Return to HAPPY BUZZ DAY                              | 서울 악스코리아                   |
| 2014년 12월 26일 | Return to HAPPY BUZZ DAY                              | 서울 악스코리아                   |
| 2014년 12월 27일 | Return to HAPPY BUZZ DAY                              | 서울 악스코리아                   |
| 2014년 12월 28일 | Return to HAPPY BUZZ DAY                              | 서울 악스코리아                   |
| 2015년 5월 27일  | 버즈 소극장 다큐멘터리 콘서트 소풍가자                | 서울 올림픽공원 K아트홀           |
| 2015년 5월 28일  | 버즈 소극장 다큐멘터리 콘서트 소풍가자                | 서울 올림픽공원 K아트홀           |
| 2015년 5월 30일  | 버즈 소극장 다큐멘터리 콘서트 소풍가자                | 서울 올림픽공원 K아트홀           |
| 2015년 5월 31일  | 버즈 소극장 다큐멘터리 콘서트 소풍가자                | 서울 올림픽공원 K아트홀           |
| 2017년 6월 17일  | 2017 버즈 소풍가자                                    | 서울 올림픽공원 우리금융아트홀    |

## 활동
방송일 기준

### 방송
- 고정출연

| 출연 날짜                  | 방송사   | 방송명                              | 출연 멤버      | 비고   |
| 2003년                     | 2003년   | 2003년                              | 2003년         | 2003년 |
| -------------------------- | -------- | ----------------------------------- | -------------- | ------ |
| 3월 26일 ~ 6월 4일         | SBS MTV  | 버즈 인사이더                       | 버즈           |        |
| 2006년                     |          |                                     |                |        |
| 5월 12일 ~ 6월 30일        | KMTV     | 버즈노 시크레토 센세                | 버즈           |        |
| 2015년                     |          |                                     |                |        |
| 12월 5일 ~ 현재            | JTBC     | 아는 형님                           | 민경훈         |        |
| 2018년                     |          |                                     |                |        |
| 12월 5일 ~ 현재            | KBS 2TV  | 옥탑방의 문제아들                   | 민경훈         |        |
| 2020년                     |          |                                     |                |        |
| 10월 31일 ~ 2021년 1월 2일 | JTBC     | 아는 형님 방과 후 교실 - 우주힙쟁이 | 민경훈         |        |
| 2021년                     |          |                                     |                |        |
| 1월 20일 ~ 3월 24일        | LuluLala | 주크박스                            | 윤우현, 민경훈 | 웹예능 |

- 게스트

| 출연 날짜             | 방송사   | 방송명                                | 출연 멤버              | 비고                  |
| 2003년                | 2003년   | 2003년                                | 2003년                 | 2003년                |
| --------------------- | -------- | ------------------------------------- | ---------------------- | --------------------- |
| 11월 21일             | KBS 2TV  | 윤도현의 러브레터                     | 버즈                   | 80회                  |
| 2004년                |          |                                       |                        |                       |
| 3월 26일              | 대구 MBC | 텔레콘서트 자유                       | 버즈                   | 184회                 |
| 5월 2일               | KBS 1TV  | 열린음악회                            | 버즈                   | 541회                 |
| 5월 15일              | SBS MTV  | 스쿨어택 시즌2                        | 버즈                   | 6회                   |
| 5월 18일              | 춘천 MBC | 아름다운 음악 세상                    | 버즈                   |                       |
| 5월 28일              | KBS 2TV  | 윤도현의 러브레터                     | 버즈                   | 106회                 |
| 8월 5일               | KBS 2TV  | 더 뮤지션                             | 버즈                   |                       |
| 2005년                |          |                                       |                        |                       |
| 3월 19일 ~ 4월 9일    | SBS      | 리얼로망스 연애편지                   | 민경훈                 | 70회 ~ 73회           |
| 3월 21일              | Mnet     | 스쿨 오브 락                          | 버즈                   | 21회, 22회            |
| 3월 27일 ~ 4월 3일    | KBS 2TV  | 여걸 파이브                           | 민경훈                 | 21회, 22회            |
| 4월 3일               | MBC      | 브레인 서바이버                       | 민경훈                 | 124회                 |
| 5월 7일 ~ 6월 11일    | SBS      | 리얼로망스 연애편지                   | 민경훈                 | 77회 ~ 82회           |
| 5월 8일               | KBS 1TV  | 열린음악회                            | 버즈                   | 592회                 |
| 5월 13일              | KBS 2TV  | 윤도현의 러브레터                     | 버즈                   | 151회                 |
| 5월 14일              | SBS      | 고려대학교 100주년 기념 캠퍼스 음악회 | 버즈                   | 특집                  |
| 5월 17일              | MBC      | 논스톱5                               | 버즈                   | 155회                 |
| 5월 21일 ~ 5월 28일   | SBS      | 리얼로망스 연애편지                   | 손성희, 민경훈         | 79회 ~ 80회           |
| 5월 22일              | KBS 1TV  | 열린음악회                            | 버즈                   | 594회                 |
| 5월 28일              | SBS MTV  | 스쿨어택 시즌3                        | 버즈                   | 4회                   |
| 6월 5일               | KBS 2TV  | 자유선언 주먹이 운다                  | 버즈                   |                       |
| 6월 5일               | SBS      | 기아체험 24시간                       | 버즈                   |                       |
| 6월 16일              | 춘천 MBC | 아름다운 음악 세상                    | 버즈                   |                       |
| 7월 24일              | KBS 1TV  | 열린음악회                            | 603회                  |                       |
| 7월 30일 ~ 8월 6일    | SBS      | 리얼로망스 연애편지                   | 민경훈                 | 89회, 90회            |
| 8월 22일              | MBC      | 전파견문록                            | 민경훈                 | 291회                 |
| 8월 27일 ~ 9월 3일    | SBS      | 리얼로망스 연애편지                   | 김예준, 민경훈         | 93회 ~ 94회           |
| 8월 28일              | KBS 1TV  | 열린음악회                            | 버즈                   | 606회                 |
| 10월 15일             | MBC      | 대학가요제                            | 버즈                   |                       |
| 2006년                |          |                                       |                        |                       |
| 1월 8일               | KBS 2TV  | 빅스타 디비디비딥                     | 버즈                   | 1회                   |
| 5월 26일              | SBS      | 김윤아의 뮤직웨이브                   | 버즈                   | 38회                  |
| 5월 30일              | Mnet     | After 스쿨 오브 락                    | 버즈                   |                       |
| 6월 4일               | KBS 1TV  | 열린음악회                            | 버즈                   | 645회                 |
| 6월 8일               | MBC      | 김동률의 포유                         | 버즈                   | 28회                  |
| 6월 12일 ~ 6월 19일   | Mnet     | 스쿨 오브 락                          | 버즈                   |                       |
| 7월 14일              | KBS 2TV  | 윤도현의 러브레터                     | 버즈                   | 204회                 |
| 7월 30일              | KBS 1TV  | 열린음악회                            | 버즈                   | 650회                 |
| 2014년                |          |                                       |                        |                       |
| 11월 29일             | K-STAR   | 식신로드                              | 신준기, 손성희, 민경훈 | 210회                 |
| 12월 15일, 20일       | OGN      | 한판만 시즌3                          | 민경훈                 | 4회 ~5회              |
| 12월 19일             | KBS 2TV  | 나는 남자다                           | 민경훈                 | 20회                  |
| 12월 29일             | KBS 2TV  | 대국민 토크쇼 안녕하세요              | 민경훈                 | 205회                 |
| 2015년                |          |                                       |                        |                       |
| 1월 2일               | KBS 2TV  | 유희열의 스케치북                     | 버즈                   | 255회                 |
| 1월 3일               | KBS 2TV  | 불후의 명곡 전설을 노래하다           | 버즈                   | 180회                 |
| 1월 4일 ~ 1월 11일    | JTBC     | 백인백곡 - 끝까지 간다                | 민경훈                 | 10 ~ 11회             |
| 1월 10일              | OGN      | 한판만 시즌3                          | 민경훈                 | 8-1회, 8-2회, 8-3회   |
| 1월 24일 ~ 1월 31일   | KBS 2TV  | 불후의 명곡 전설을 노래하다           | 버즈                   | 183회 ~ 184회         |
| 3월 28일              | KBS 2TV  | 불후의 명곡 전설을 노래하다           | 버즈                   | 192회                 |
| 7월 4일               | KBS 2TV  | 불후의 명곡 전설을 노래하다           | 버즈                   | 206회                 |
| 8월 1일               | KBS 2TV  | 불후의 명곡 전설을 노래하다           | 버즈                   | 210회                 |
| 10월 17일             | JTBC     | 히든싱어4                             | 버즈                   | 3회                   |
| 11월 22일             | SBS      | 런닝맨                                | 민경훈                 | 274회                 |
| 12월 13일             | KBS 1TV  | 열린음악회                            | 버즈                   | 1083회                |
| 2016년                |          |                                       |                        |                       |
| 1월 2일 ~ 16일        | JTBC     | 히든싱어 4 왕중왕전                   | 민경훈                 | 14회 ~ 16회           |
| 2월 8일               | MBC      | 듀엣가요제                            | 민경훈                 | 설 특집 - 파일럿      |
| 4월 8일               | MBC      | 듀엣가요제                            | 민경훈                 | 1회                   |
| 5월 27일              | MBC      | 듀엣가요제                            | 민경훈                 | 8회                   |
| 6월 29일 ~ 7월 6일    | JTBC     | 잘 먹는 소녀들                        | 민경훈                 | 파일럿                |
| 7월 11일              | JTBC     | 비정상회담                            | 민경훈                 | 106회                 |
| 7월 15일              | KBS 2TV  | 유희열의 스케치북                     | 민경훈                 | 328회                 |
| 7월 24일 ~ 7월 31일   | SBS      | 판타스틱 듀오                         | 민경훈                 | 15회, 16회            |
| 9월 2일               | MBC      | 듀엣가요제                            | 민경훈                 | 20회                  |
| 11월 3일              | JTBC2    | 개이득: 연예인중고나라체험기          | 민경훈                 | 17회                  |
| 11월 23일             | TvN      | 현장토크쇼 TAXI                       | 민경훈                 | 453회                 |
| 2017년                |          |                                       |                        |                       |
| 1월 27일              | KBS 2TV  | 걸그룹 대첩 가문의 영광               | 민경훈                 | 설 특집 - 파일럿 MC   |
| 2월 28일 ~ 10월 12일  | Olive    | 오늘 뭐 먹지? 시즌3 - 딜리버리        | 민경훈                 | 27회                  |
| 4월 19일              | JTBC     | 한끼줍쇼                              | 민경훈                 | 36회 ~ 38회           |
| 5월 14일 ~ 28일       | SBS      | 미운 우리 새끼                        | 민경훈                 | 889회                 |
| 7월 30일              | MBC      | 섹션TV 연예통신                       | 민경훈                 | 336회                 |
| 7월 31일              | KBS 2TV  | 대국민 토크쇼 안녕하세요              | 민경훈                 | 38회                  |
| 8월 2일               | MBC      | 라디오 스타                           | 민경훈                 | 538회                 |
| 8월 5일               | KBS 2TV  | 유희열의 스케치북                     | 버즈                   | 376회                 |
| 8월 20일              | SBS      | 미운 우리 새끼                        | 민경훈                 | 50회                  |
| 10월 3일 ~ 10월 4일   | KBS 2TV  | 혼자 왔어요                           | 민경훈                 | 추석 특집 - 파일럿 MC |
| 10월 20일             | KBS 1TV  | 올댓뮤직                              | 버즈                   | 275회                 |
| 11월 13일 ~ 11월 20일 | SBS      | 박나래의 복붙쇼 시즌2                 | 민경훈                 | 1 ~ 2편               |
| 2018년                |          |                                       |                        |                       |
| 2월 19일              | KBS 2TV  | 대국민 토크쇼 안녕하세요              | 민경훈                 | 353회                 |
| 6월 10일              | JTBC     | 히든싱어5                             | 민경훈                 | 컴백 스페셜           |
| 7월 22일              | JTBC     | 히든싱어5                             | 민경훈                 | 6회                   |
| 11월 18일 ~ 23일      | JTBC     | 인간지능 - 가장 완벽한 A.I.           | 민경훈                 | 파일럿                |
| 11월 30일             | KBS 2TV  | 연예가중계                            | 민경훈                 | 1740회                |
| 2019년                |          |                                       |                        |                       |
| 2월 5일               | JTBC     | 두 도시 이야기 - 속초 원산            | 민경훈                 | 2부                   |
| 3월 14일 ~ 5월 30일   | KBS Joy  | 쇼핑의 참견 시즌1                     | 민경훈                 | 설 특집 - 파일럿 MC   |
| 6월 20일 ~ 7월 25일   | KBS Joy  | 쇼핑의 참견 시즌2                     | 민경훈                 |                       |
| 8월 3일 ~ 8월 4일     | JTBC     | 혼라이프 만족 프로젝트 - 혼족어플     | 민경훈                 | 1회, 2회              |
| 8월 4일               | 채널A    | 우리집에 왜 왔니                      | 민경훈                 | 12회                  |
| 9월 7일               | JTBC     | 혼라이프 만족 프로젝트 - 혼족어플     | 민경훈                 | 6회                   |
| 10월 31일             | JTBC     | 괴팍한 5형제                          | 민경훈                 | 1회                   |
| 2020년                |          |                                       |                        |                       |
| 1월 5일               | KBS 1TV  | 도전 골든벨                           | 민경훈                 | 979회                 |
| 2월 21일              | KBS 2TV  | 유희열의 스케치북                     | 민경훈                 | 479회                 |
| 5월 30일              | KBS 2TV  | 악(樂)인전                            | 민경훈                 | 6회                   |
| 10월 4일              | KBS 2TV  | 슈퍼맨이 돌아왔다                     | 민경훈                 | 350회                 |
| 12월 15일             | Youtube  | 띵곡가들                              | 민경훈                 | 1회                   |
| 2021년                |          |                                       |                        |                       |
| 7월 26일 ~ 10월 11일  | KBS 2TV  | 유희열의 스케치북                     | 민경훈                 | 106회                 |
| 11월 24일             | MBC      | 트루맨게임 - 진짜에 걸어라            | 민경훈                 | 파일럿                |
| 2022년                |          |                                       |                        |                       |
| 7월 26일 ~ 10월 11일  | KBS Joy  | 비밀남녀                              | 민경훈                 | 설 특집 - 파일럿 MC   |
| 10월 20일             | KBS 2TV  | 연중 플러스                           | 민경훈                 |                       |
| 11월 25일             | Youtube  | 배틀오디세이                          | 민경훈                 |                       |

### 음악 방송
- 《어쩌면...》

| 출연 날짜 | 방송사  | 방송명          | 비고   |
| 2003년    | 2003년  | 2003년          | 2003년 |
| --------- | ------- | --------------- | ------ |
| 10월 11일 | MBC     | 생방송 음악캠프 |        |
| 11월 1일  | MBC     | 생방송 음악캠프 |        |
| 11월 14일 | KBS 2TV | 뮤직뱅크        |        |
| 11월 15일 | MBC     | 생방송 음악캠프 |        |
| 12월 12일 | KMTV    | 쇼! 뮤직탱크    |        |
| 12월 20일 | MBC     | 생방송 음악캠프 |        |
| 12월 21일 | SBS     | SBS 인기가요    |        |
| 12월 27일 | MBC     | 생방송 음악캠프 |        |
| 2004년    |         |                 |        |
| 1월 4일   | SBS     | SBS 인기가요    |        |
| 1월 9일   | KMTV    | 쇼! 뮤직탱크    |        |
| 1월 17일  | MBC     | 생방송 음악캠프 |        |
| 1월 30일  | KBS 2TV | 뮤직뱅크        |        |
| 1월 31일  | MBC     | 생방송 음악캠프 |        |
| 2월 6일   | KBS 2TV | 뮤직뱅크        |        |
| 2월 8일   | KMTV    | SBS 인기가요    |        |
| 2월 13일  | KBS 2TV | 뮤직뱅크        |        |
| 2월 14일  | MBC     | 생방송 음악캠프 |        |
| 2월 28일  | MBC     | 생방송 음악캠프 |        |
| 2월 29일  | SBS     | SBS 인기가요    |        |
| 3월 7일   | SBS     | SBS 인기가요    |        |
| 3월 12일  | KBS 2TV | 뮤직뱅크        |        |

- 《Monologue》

| 출연 날짜 | 방송사  | 방송명          | 비고   |
| 2004년    | 2004년  | 2004년          | 2004년 |
| --------- | ------- | --------------- | ------ |
| 4월 3일   | MBC     | 생방송 음악캠프 |        |
| 4월 4일   | SBS     | SBS 인기가요    |        |
| 4월 16일  | KBS 2TV | 뮤직뱅크        |        |
| 4월 17일  | MBC     | 생방송 음악캠프 |        |
| 4월 18일  | SBS     | SBS 인기가요    |        |
| 5월 1일   | MBC     | 생방송 음악캠프 |        |
| 5월 7일   | KBS 2TV | 뮤직뱅크        |        |
| 5월 8일   | MBC     | 생방송 음악캠프 |        |
| 5월 9일   | SBS     | SBS 인기가요    |        |
| 5월 14일  | KMTV    | 쇼! 뮤직탱크    |        |
| 5월 22일  | MBC     | 생방송 음악캠프 |        |
| 6월 5일   | MBC     | 생방송 음악캠프 |        |
| 6월 11일  | KBS 2TV | 뮤직뱅크        |        |

- 《겁쟁이》

| 출연 날짜 | 방송사  | 방송명          | 비고   |
| 2005년    | 2005년  | 2005년          | 2005년 |
| --------- | ------- | --------------- | ------ |
| 3월 3일   | Mnet    | 엠 카운트다운   |        |
| 3월 5일   | MBC     | 생방송 음악캠프 |        |
| 3월 6일   | SBS     | SBS 인기가요    |        |
| 3월 10일  | Mnet    | 엠 카운트다운   |        |
| 3월 11일  | KMTV    | 쇼! 뮤직탱크    |        |
| 3월 11일  | KBS 2TV | 뮤직뱅크        |        |
| 3월 17일  | Mnet    | 엠 카운트다운   |        |
| 3월 19일  | MBC     | 생방송 음악캠프 |        |
| 3월 20일  | SBS     | SBS 인기가요    |        |
| 3월 26일  | MBC     | 생방송 음악캠프 |        |
| 3월 27일  | SBS     | SBS 인기가요    |        |
| 3월 31일  | Mnet    | 엠 카운트다운   |        |
| 4월 2일   | KMTV    | 쇼! 뮤직탱크    |        |
| 4월 2일   | MBC     | 생방송 음악캠프 |        |
| 4월 3일   | SBS     | SBS 인기가요    |        |
| 4월 7일   | Mnet    | 엠 카운트다운   |        |
| 4월 9일   | KMTV    | 쇼! 뮤직탱크    |        |
| 4월 9일   | MBC     | 생방송 음악캠프 |        |
| 4월 14일  | Mnet    | 엠 카운트다운   |        |
| 4월 15일  | KBS 2TV | 뮤직뱅크        |        |
| 4월 16일  | KMTV    | 쇼! 뮤직탱크    |        |
| 4월 16일  | MBC     | 생방송 음악캠프 |        |
| 4월 17일  | SBS     | SBS 인기가요    |        |
| 4월 22일  | KBS 2TV | 뮤직뱅크        |        |
| 4월 23일  | KMTV    | 쇼! 뮤직탱크    |        |
| 4월 23일  | MBC     | 생방송 음악캠프 |        |
| 4월 24일  | SBS     | SBS 인기가요    |        |
| 4월 30일  | KMTV    | 쇼! 뮤직탱크    |        |
| 4월 30일  | MBC     | 생방송 음악캠프 |        |
| 5월 6일   | KMTV    | 쇼! 뮤직탱크    |        |
| 5월 8일   | SBS     | SBS 인기가요    |        |
| 5월 13일  | KMTV    | 쇼! 뮤직탱크    |        |
| 6월 26일  | KBS 2TV | 뮤직뱅크        |        |

- 《가시》

| 출연 날짜 | 방송사  | 방송명          | 비고   |
| 2005년    | 2005년  | 2005년          | 2005년 |
| --------- | ------- | --------------- | ------ |
| 5월 12일  | Mnet    | 엠 카운트다운   |        |
| 5월 22일  | SBS     | SBS 인기가요    |        |
| 5월 26일  | Mnet    | 엠 카운트다운   |        |
| 5월 28일  | MBC     | 생방송 음악캠프 |        |
| 6월 3일   | KMTV    | 쇼! 뮤직탱크    |        |
| 6월 4일   | MBC     | 생방송 음악캠프 |        |
| 6월 5일   | SBS     | SBS 인기가요    |        |
| 6월 9일   | Mnet    | 엠 카운트다운   |        |
| 6월 10일  | KMTV    | 쇼! 뮤직탱크    |        |
| 6월 11일  | MBC     | 생방송 음악캠프 |        |
| 6월 18일  | MBC     | 생방송 음악캠프 |        |
| 6월 19일  | SBS     | SBS 인기가요    |        |
| 6월 19일  | KBS 2TV | 뮤직뱅크        |        |
| 6월 23일  | Mnet    | 엠 카운트다운   |        |
| 6월 24일  | KMTV    | 쇼! 뮤직탱크    |        |
| 7월 1일   | KMTV    | 쇼! 뮤직탱크    |        |
| 7월 2일   | MBC     | 생방송 음악캠프 |        |
| 7월 7일   | Mnet    | 엠 카운트다운   |        |

- 《나에게로 떠나는 여행》

| 출연 날짜 | 방송사  | 방송명          | 비고   |
| 2005년    | 2005년  | 2005년          | 2005년 |
| --------- | ------- | --------------- | ------ |
| 7월 2일   | MBC     | 생방송 음악캠프 |        |
| 7월 7일   | Mnet    | 엠 카운트다운   |        |
| 7월 22일  | KMTV    | 쇼! 뮤직탱크    |        |
| 7월 24일  | SBS     | SBS 인기가요    |        |
| 7월 28일  | Mnet    | 엠 카운트다운   |        |
| 7월 31일  | SBS     | SBS 인기가요    |        |
| 8월 14일  | SBS     | SBS 인기가요    |        |
| 8월 18일  | Mnet    | 엠 카운트다운   |        |
| 8월 20일  | KMTV    | 쇼! 뮤직탱크    |        |
| 9월 3일   | KMTV    | 쇼! 뮤직탱크    |        |
| 2015년    |         |                 |        |
| 8월 20일  | SBS MTV | 더 쇼           |        |

- 《My Darling (End)》

| 출연 날짜 | 방송사 | 방송명        | 비고   |
| 2006년    | 2006년 | 2006년        | 2006년 |
| --------- | ------ | ------------- | ------ |
| 4월 27일  | Mnet   | 엠 카운트다운 |        |
| 4월 29일  | MBC    | 쇼! 음악중심  |        |
| 4월 30일  | SBS    | SBS 인기가요  |        |

- 《약자의 눈물》

| 출연 날짜 | 방송사 | 방송명        | 비고   |
| 2006년    | 2006년 | 2006년        | 2006년 |
| --------- | ------ | ------------- | ------ |
| 4월 27일  | Mnet   | 엠 카운트다운 |        |
| 4월 29일  | MBC    | 쇼! 음악중심  |        |
| 5월 16일  | KMTV   | 쇼! 뮤직탱크  |        |
| 6월 17일  | KMTV   | 쇼! 뮤직탱크  |        |

- 《남자를 몰라》

| 출연 날짜 | 방송사  | 방송명        | 비고   |
| 2006년    | 2006년  | 2006년        | 2006년 |
| --------- | ------- | ------------- | ------ |
| 5월 5일   | KMTV    | 쇼! 뮤직탱크  |        |
| 5월 6일   | MBC     | 쇼! 음악중심  |        |
| 5월 7일   | SBS     | SBS 인기가요  |        |
| 5월 11일  | Mnet    | 엠 카운트다운 |        |
| 5월 13일  | MBC     | 쇼! 음악중심  |        |
| 5월 18일  | Mnet    | 엠 카운트다운 |        |
| 5월 20일  | MBC     | 쇼! 음악중심  |        |
| 5월 21일  | SBS     | SBS 인기가요  |        |
| 5월 21일  | KBS 2TV | 뮤직뱅크      |        |
| 5월 25일  | Mnet    | 엠 카운트다운 |        |
| 5월 27일  | MBC     | 쇼! 음악중심  |        |
| 6월 1일   | Mnet    | 엠 카운트다운 |        |
| 6월 4일   | KBS 2TV | 뮤직뱅크      |        |
| 6월 17일  | MBC     | 쇼! 음악중심  |        |
| 6월 18일  | KBS 2TV | 뮤직뱅크      |        |
| 6월 22일  | Mnet    | 엠 카운트다운 |        |
| 7월 1일   | KMTV    | 쇼! 뮤직탱크  |        |
| 7월 1일   | MBC     | 쇼! 음악중심  |        |
| 7월 2일   | SBS     | SBS 인기가요  |        |
| 7월 2일   | KBS 2TV | 뮤직뱅크      |        |
| 7월 6일   | Mnet    | 엠 카운트다운 |        |
| 7월 8일   | MBC     | 쇼! 음악중심  |        |
| 7월 9일   | KBS 2TV | 뮤직뱅크      |        |
| 7월 15일  | KMTV    | 쇼! 뮤직탱크  |        |
| 7월 20일  | Mnet    | 엠 카운트다운 |        |
| 7월 22일  | KMTV    | 쇼! 뮤직탱크  |        |
| 7월 29일  | KMTV    | 쇼! 뮤직탱크  |        |

- 《My Love (And)》

| 출연 날짜 | 방송사  | 방송명        | 비고   |
| 2006년    | 2006년  | 2006년        | 2006년 |
| --------- | ------- | ------------- | ------ |
| 7월 20일  | Mnet    | 엠 카운트다운 |        |
| 8월 5일   | MBC     | 쇼! 음악중심  |        |
| 8월 6일   | KBS 2TV | 뮤직뱅크      |        |
| 8월 27일  | KBS 2TV | 뮤직뱅크      |        |

- 《Reds Go Together》

| 출연 날짜 | 방송사  | 방송명        | 비고   |
| 2006년    | 2006년  | 2006년        | 2006년 |
| --------- | ------- | ------------- | ------ |
| 6월 10일  | MBC     | 쇼! 음악중심  |        |
| 6월 17일  | MBC     | 쇼! 음악중심  |        |
| 6월 18일  | KBS 2TV | 뮤직뱅크      |        |
| 6월 22일  | Mnet    | 엠 카운트다운 |        |

- 《나무》

| 출연 날짜 | 방송사  | 방송명       | 비고   |
| 2014년    | 2014년  | 2014년       | 2014년 |
| --------- | ------- | ------------ | ------ |
| 11월 29일 | MBC     | 쇼! 음악중심 |        |
| 11월 30일 | SBS     | SBS 인기가요 |        |
| 12월 2일  | SBS MTV | 더 쇼        |        |
| 12월 5일  | KBS 2TV | 뮤직뱅크     |        |
| 12월 9일  | SBS MTV | 더 쇼        |        |

- 《Forever Love》

| 출연 날짜 | 방송사  | 방송명 | 비고   |
| 2015년    | 2015년  | 2015년 | 2015년 |
| --------- | ------- | ------ | ------ |
| 11월 3일  | SBS MTV | 더 쇼  |        |

## 라디오 출연
방송일 기준

### 해체 이전
- KBS
  - (CoolFM) 이본의 볼륨을 높여요 (2004.01.14 / 2004.01.28 / 2004.02.04 / 2004.04.14 / 2004.04.21)
  - (2FM) 자두의 라디오가 좋아요 (2004.01.31)
  - (2FM) 밤을 잊은 그대에게 (2004.05.08)
  - (2FM) 데니의 키스더라디오 (2004.07.10 / 2005.03.15 / 2005.05.07 / 2005.06.14)
  - (2FM) 김구라의 가요광장 (2005.03.17 / 2006.05.10)
  - (2FM) 박준형의 FM인기가요 (2005.03.19 / 2005.07.05 / 2005.11.25 / 2006.05.10 / 2006.07.11 / 2006.08.07 / 2006.08.08)
  - (2FM) 이금희의 가요산책 (2005.04.09 / 2006.05.24)
  - (3Radio) 윤선아의 노래선물 (2005.05.21)
  - (2FM) 봄여름가을겨울의 Bravo My Life (2005.07.08 / 2006.05.11 / 2006.05.20)
  - (CoolFM) 최강희의 볼륨을 높여요 (2005.08.11 / 2006.05.02)
  - (FM) 강수정의 뮤직쇼 (2006.05.15)

- MBC
  - (표준FM) 모두가 사랑이에요 (2005.03.19)
  - (FM4U) 조정린, 김상혁의 친한친구 (2005.03.26)
  - (표준FM) 최정원의 감성시대 (2005.04.14)
  - (표준FM) 옥주현의 별이 빛나는 밤에 (2005.05.07 / 2005.08.11 / 2006.05.17)
  - (춘천MBC) 별이 빛나는 밤에 (2005.06.07)
  - (표준FM) 박경림의 심심타파 (2005.06.17 / 2005.07.24 / 2005.08.13 / 2005.08.20 / 2005.08.27 / 2005.09.03 / 2005.09.10 / 2005.09.24 / 2005.10.01 / 2005.10.15 / 2005.10.22 / 2006.05.17 / 2006.06.15)
  - (FM4U) 여름음악페스테벌 (2005.08.06 / 2006.08.03)
  - (FM4U) 박명수의 펀펀라디오 (2006.05.07)
  - (FM4U) 정선희 정오의 희망곡 (2006.05.19)
  - (FM4U) 김원희의 오후의 발견 (2006.06.01)
  - (FM4U) 김성주의 굿모닝FM (2006.06.13)

- SBS
  - (FM) 플라이투더스카이(FTTS)의 텐텐클럽 (2003.11.28 / 2004.01.30 / 2004.02.06 / 2004.04.16 / 2004.04.23 / 2004.04.30)
  - (파워FM) 하하 몽의 영스트리트 (2004.01.06 공개방송/ 2004.02.01 녹음방송/ 2004.03.11)
  - (FM) 박용하의 텐텐클럽 (2005.03.26 / 2005.04.16 / 2005.04.22 / 2005.05.14 / 2005.05.21 / 2005.05.28 / 2005.06.01 / 2005.06.04)
  - (파워FM) 장근석의 영스트리트 (2005.04.17 / 2005.05.18 / 2005.06.21 / 2005.07.04 / 2005.07.11 / 2005.07.12 / 2005.07.13 / 2005.07.14 / 2005.07.15 / 2005.07.25 / 2005.08.02 / 2005.10.13)
  - (러브FM) 서민정의 기쁜우리젊은날 (2005.06.02 / 2005.06.13 / 2005.07.16 / 2005.07.22 / 2005.07.24 / 2005.07.29 / 2005.08.05 / 2005.08.12 / 2005.08.19 / 2005.08.26 / 2005.09.02 / 2005.09.09 / 2005.09.16 / 2005.09.23 / 2005.09.30 / 2005.10.07 / 2005.10.14 / 2005.10.21 / 2005.10.28 / 2005.11.04 / 2005.11.11 / 2005.11.18 / 2005.11.25)
  - (파워FM) 최화정의 파워타임 (2005.06.07 / 2005.06.18 / 2005.09.06 / 2005.11.06 / 2005.11.13 / 2005.11.20 / 2005.11.27 / 2005.12.04 / 2006.05.09)
  - (FM) 박소현의 러브게임 (2005.08.19 / 2006.06.12)
  - (파워FM) 하하의 텐텐클럽 (2005.11.08 / 2006.05.24)
  - (파워FM) 김희철 박희본의 영스트리트 (2005.11.03)
  - (파워FM) SS501의 영스트리트 (2006.05.06)
  - (러브FM) 노홍철의 기쁜 우리 젊은 날 (2006.05.10 / 2006.06.02)
  - (러브FM) 남궁연의 고릴라디오 (2006.05.24 / 2006.05.31 / 2006.06.07 / 2006.06.28 / 2006.07.05 / 2006.07.12)

- TJB 대전민방라디오 (2003.12.13)
- iFM 빈우의 러브 플러스 (2004.01.14 / 2004.01.28)
- BBS 백팔가요 (2004.04.04)
- WBS 원음방송 FM 아하데이페스티벌 (2005.04.28)
- PBC 평화방송 한낮의 가요선물 (2005.07.13)
- CBS FM 설수현의 12시에 만납시다 (2005.08.17)

### 재결합 이후
- SBS
  - (파워FM) 김창렬의 올드스쿨 (2014.12.01)
  - (파워FM) 최화정의 파워타임 (2014.12.02)
  - (파워FM) 두시탈출 컬투쇼 (2014.12.04 / 2015.10.22)
  - (파워FM) 이국주의 영스트리트 (2015.02.14~2016.03.26) 손성희, 민경훈 출연 / (2015.05.13) 멤버 전원 출연 (2015.10.04) 라디오 공개방송 / (2016.04.02 / 2016.04.09) 김예준, 손성희 출연 / (2016.04.16 / 2016.04.23 / 2016.04.30) 손성희 출연
- KBS
  - (CoolFM) 이금희의 사랑하기 좋은날 (2014.12.07 / 2014.12.14 / 2014.12.21 / 2014.12.28)
  - (CoolFM) 레이디제인의 2시 (2015.05.05)
  - (CoolFM) 김성주 가요광장 (2015.11.06)
- MBC
  - (FM4U) 김신영 정오의 희망곡 (2014.12.11 / 2015.11.03)
  - (FM4U) 써니의 FM데이트 (2014.12.11)
  - (FM4U) 테이의 꿈꾸는 라디오 (2015.11.16)
  - (표준FM) 박준형, 정경미의 두시만세 (2015.05.08 / 2015.10.30)
  - (표준FM) 허경환 별이 빛나는밤에 - 공개방송 (2015.05.25)
  - (표준FM) 정준영의 심심타파 (2015.09.22)
- 아리랑라디오
  - Super K-POP 버즈 (2014.12.10)
  - Sound K (2015.11.05)
- CBS
  - 김필원의 12시에 만납시다 - 공개방송 (2015.02.28)

## 기타 공연 및 행사
행사일 기준

### 해체 이전
- 윤도현밴드 콘서트 게스트 출연 (2003.10.18~19)
- Mnet 스마트스타페스티벌 (2004.02.28)
- 프라임콘서트 (2004.03.24)
- TJB 교사가족초청음악회 (2004.05.28)
- 울산 Summer Festival (2004.07.27)
- 고려대학교 100주년 기념 음악회 (2005.05.10)
- KTF 도시락라이브파티 (2005.06.17)
- SBS i콘서트 (2005.07.10)
- 남해 라이브 N joy 썸머 페스티벌 (2005.07.28)
- Live WOW Special 더위사냥 氷 콘서트 (2005.08.05)
- MBC 대한민국 음악축제 (2005.08.07)
- Tooniverse 2005 투니버스데이 - <활주> (2005.08.19)
- 2005 대한민국 음악축제 "록페스티벌 영원" (2005.08.25)
- 전국 국민생활체육 대축전 (2006.04.14)
- 트루 뮤직 라이브 (2006.06.28)
- 2006 아시아송 페스티벌 (2006.10.03)
- 경남도민 한마당 (2006.11.18)

### 재결합 이후
- 팬미팅 '밀회' (2014.07.06)
- 한양대학교 축제 (2014.09.22)
- SBS 어워즈 페스티벌(SAF) (2014.12.21)
- 건국대학교 축제 (2015.05.13)
- 그린플러그드 락페스티벌 (2015.05.23)
- 팬미팅 '버즈와 떠나는 여름 휴가' (2015.08.08)
- 렛츠락 페스티벌 Vol.9 (2015.09.19)
- 막계페스티벌 (2015.09.12)
- 대한민국 나눔대축제 나눔음악회 (2015.10.23)
- 경희대학교 하늘연달가요제 축하무대 (2015.10.28)
- 2015 JTN Live Concert (2015.11.13)
- 신세계백화점 센텀시티점 신년콘서트 '버즈(BUZZ)밴드 겨울이야기' (2016.01.15)
- 서강대학교 축제 (2016.05.20)
- 중앙대학교 축제 (2016.05.27)
- 렛츠락 페스티벌 Vol.10 (2016.09.24)
- 빅필드 락 페스티벌 in 간월도 (2016.10.01)
- 중앙대학교 안성캠퍼스 축제 (2016.10.05)
- Hi, Rock Concert 시즌2 (2016.10.08)
- 뉴이어월드락페스티벌 (2016.12.13)
- 현대백화점 판교점 신년콘서트 (2017.01.18)
- 아프리카TV 체육대회 (2017.04.20)
- 메종글래드 제주 창사 40주년 기념 콘서트 (2017.06.25)
- 제 10회 정남진 장흥 물축제 (2017.07.28)
- 미니앨범 <Be One> 발매 팬사인회 (2017.07.30)
- Bugs Special Live Vol.31 '버즈' (2017.08.01)
- 한여름 밤의 신정호 별빛축제 (2017.08.11)
- 라임 트리 페스티벌 2017 (2017.09.02)
- 그린 플러그드 경주 2017 (2017.09.09)
- 2017 춘천 가족음악 축제 with KBS 올댓뮤직 (2017.09.16)
- 멜로디 포레스트 캠프 (2017.09.23)

## 광고
- 2005년 도시락
- 2005년 스쿨룩스
- 2006년 Mnet
- 2014년 초록우산 어린이재단 공익광고
- 2016년 초록우산 어린이재단 공익광고